# Masarykova univerza
Masarykova univerza v Brnu (češko Masarykova univerzita, latinsko Universitas Masarykiana Brunensis; v letih 1960–90 je nosila ime Universita Jana Evangelisty Purkyně v Brně) je druga največja univerza na Češkem, ustanovljena je bila leta 1919. Na njej je predaval tudi slovenski psiholog Mihajlo Rostohar, ki je tam leta 1925 ustanovil samostojni oddelek za psihologijo oziroma psihološki inštitut za eksperimentalno psihologijo
Univerza se imenuje po češkemu politiku, sociologu in filozofu Tomášu Masaryku, prvemu predsedniku Češkoslovaške.

## Fakultete
- Pravna fakulteta
- Medicinska fakulteta
- Naravoslovna fakulteta
- Filozofska fakulteta
- Pedagoška fakulteta
- Ekonomsko-upravna fakulteta
- Fakulteta za informatiko
- Fakulteta za socialne (družbene?) študije
- Fakulteta za športne studije